# Улица Минстереяс
Улица Ми́нстереяс (латыш. Minsterejas iela) — улица в Риге, в историческом районе Старый город. Проходит от улицы Кунгу до набережной 11 Ноября. Длина улицы — 138 метров.

## История
Улица Минстереяс упоминается под нынешним названием с XVII века. Только в 1921 году улица была переименована в улицу Клостербазницас, но в 1923 году прежнее название восстановили. 
Название улицы связано с находившимся здесь отделом городского совета.

## Достопримечательности
- Дом 8/10 — жилой дом (1909, архитектор Пауль Мандельштам).
- Почти всю нечётную сторону улицы занимает возведённый в 2007 году жилой комплекс Rīdzenes rezidence (улица Кунгу, 25)[3].